# مايكل تشابلن
مايكل جون تشابلن (بالإنجليزية:Michael John Chaplin) (مواليد 7 مارس 1946 -) ممثل أمريكي . وهو ابن الممثل المعروف تشارلي تشابلن من زوجته أونا أونيل.

## روابط خارجية
- مايكل تشابلن على موقع IMDb (الإنجليزية)
- مايكل تشابلن على موقع ألو سيني (الفرنسية)
- مايكل تشابلن على موقع أول موفي (الإنجليزية)
- مايكل تشابلن على موقع قاعدة بيانات الأفلام السويدية (السويدية)
- مايكل تشابلن على موقع قاعدة بيانات الفيلم (الإنجليزية)
- مايكل تشابلن على موقع كينوبويسك (الروسية)
- مايكل تشابلن على موقع كينوبويسك (الروسية)